# Square the Circle (Joan Armatrading)
Square the Circle è il tredicesimo album in studio della cantautrice britannica Joan Armatrading, pubblicato nel 1992.

## Tracce
1. True Love – 3:57
2. Crazy – 3:48
3. Wrapped Around Her – 3:48
4. Sometimes I Don't Wanna Go Home – 4:59
5. Square The Circle – 4:10
6. Weak Woman – 3:56
7. Can I Get Next To You – 4:16
8. Can't Get Over (How I Broke Your Heart) – 3:56
9. If Women Ruled The World – 4:32
10. Cradled In Your Love – 5:16